# مورندا
مورندا هو جنس من النباتات المزهرة في عائلة الفوة. الاسم العام مشتق من الكلمات اللاتينية morus «التوت»، من ظهور الثمار، وإنديكا، والتي تعني «الهند».